# 薩利特拉爾區 (莫羅蓬省)
薩利特拉爾區（西班牙語：Distrito de Salitral），是秘魯的一個區，位於該國西北部皮烏拉大區的莫羅蓬省，始建於1840年10月8日，面積614.03平方公里，海拔高度162米，2005年人口8,454，人口密度每平方公里14人。
5°20′32″S 79°49′57″W / 5.3421°S 79.8326°W